# Slavko Kotnik
Slavko Kotnik (Maribor, 3 novembre 1962) è un ex cestista sloveno, fino al 1992 jugoslavo.

## Carriera
Con la Slovenia ha disputato due edizioni dei Campionati europei (1993, 1995).

## Palmarès
- Coppa di Slovenia: 6

Union Olimpija: 1992, 1993, 1999, 2000, 2001, 2002